# Frank Richard Lampard
Pour les articles homonymes, voir Lampard.
Frank Lampard, né le 20 septembre 1948 à East Ham, Londres (Angleterre), est un footballeur anglais, qui évoluait au poste d'arrière gauche à West Ham United et en équipe d'Angleterre.
Lampard n'a marqué aucun but lors de ses deux sélections avec l'équipe d'Angleterre entre 1973 et 1980. Il est le père du footballeur international anglais du même nom, Frank Lampard.

## Carrière
- 1967-1985 : West Ham United
- 1985-1986 : Southend United  [1]

## Palmarès

### En équipe nationale
- 2 sélections et 0 but avec l'équipe d'Angleterre entre 1973 et 1980.

### Avec West Ham United
- Vainqueur de la Coupe d'Angleterre en 1975 et 1980.
- Vainqueur du Championnat d'Angleterre de football D2 en 1981.
- Finaliste de la Coupe des Coupes 1975-1976
- Finaliste de la Coupe de la Ligue anglaise en 1981.